# Storgatan, Stockholm

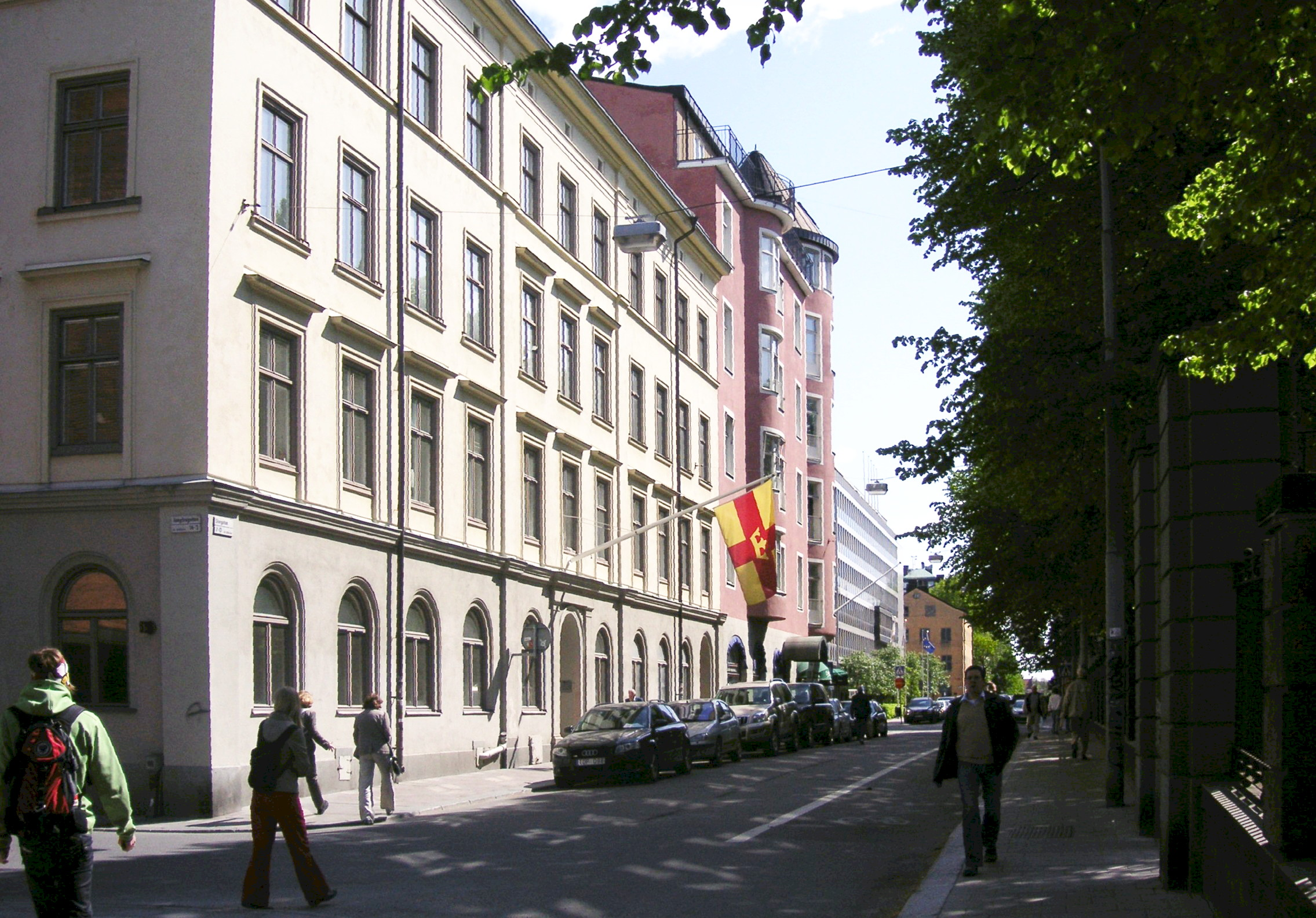
Storgatan österut vid Hedvig Eleonora kyrka.

Storgatan är en gata på Östermalm i Stockholms innerstad, med sträckning från Östermalmstorg i väst till Strandvägen vid Nobelparken i öst. 

## Historik

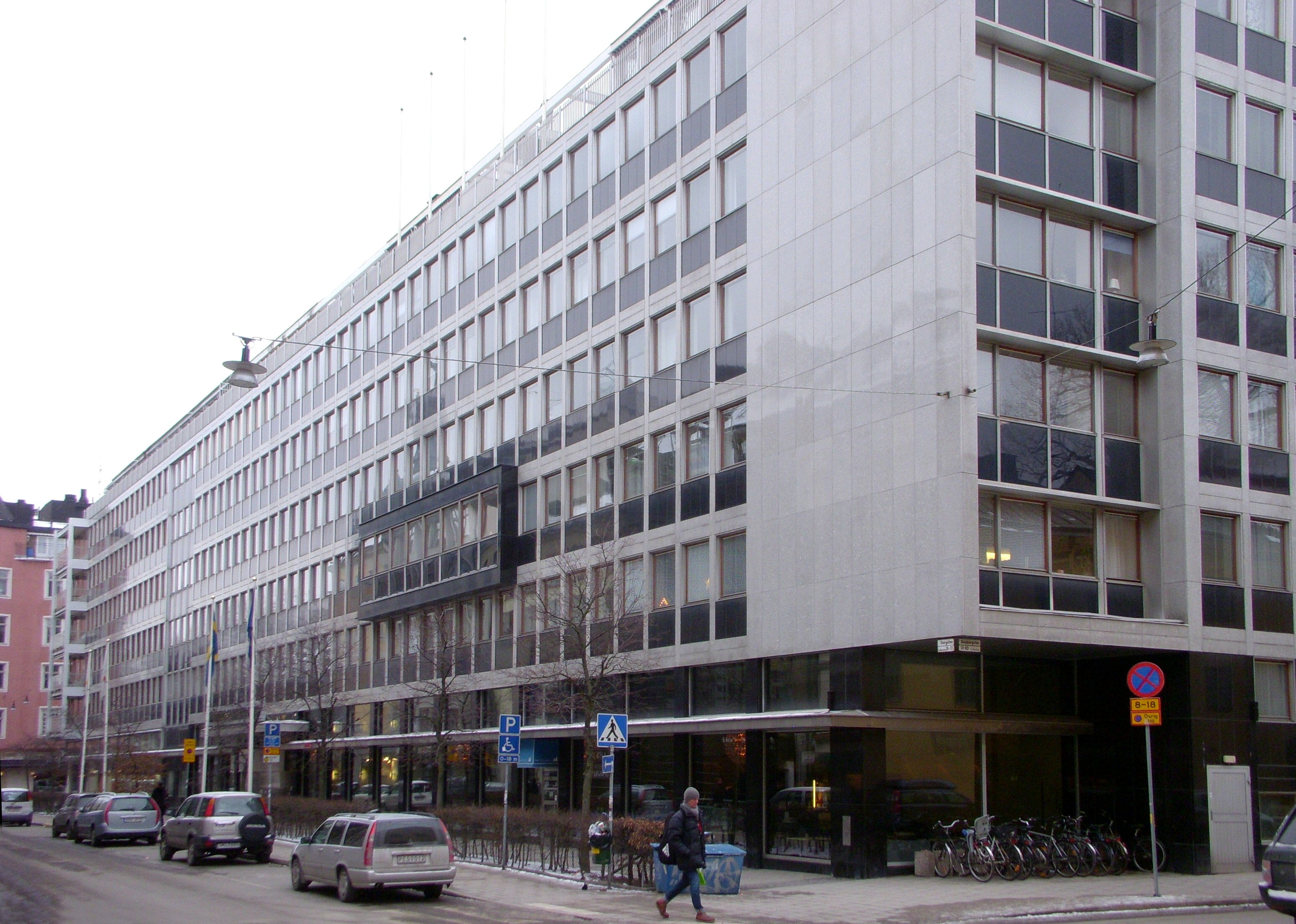
Storgatan västerut vid Näringslivets hus.

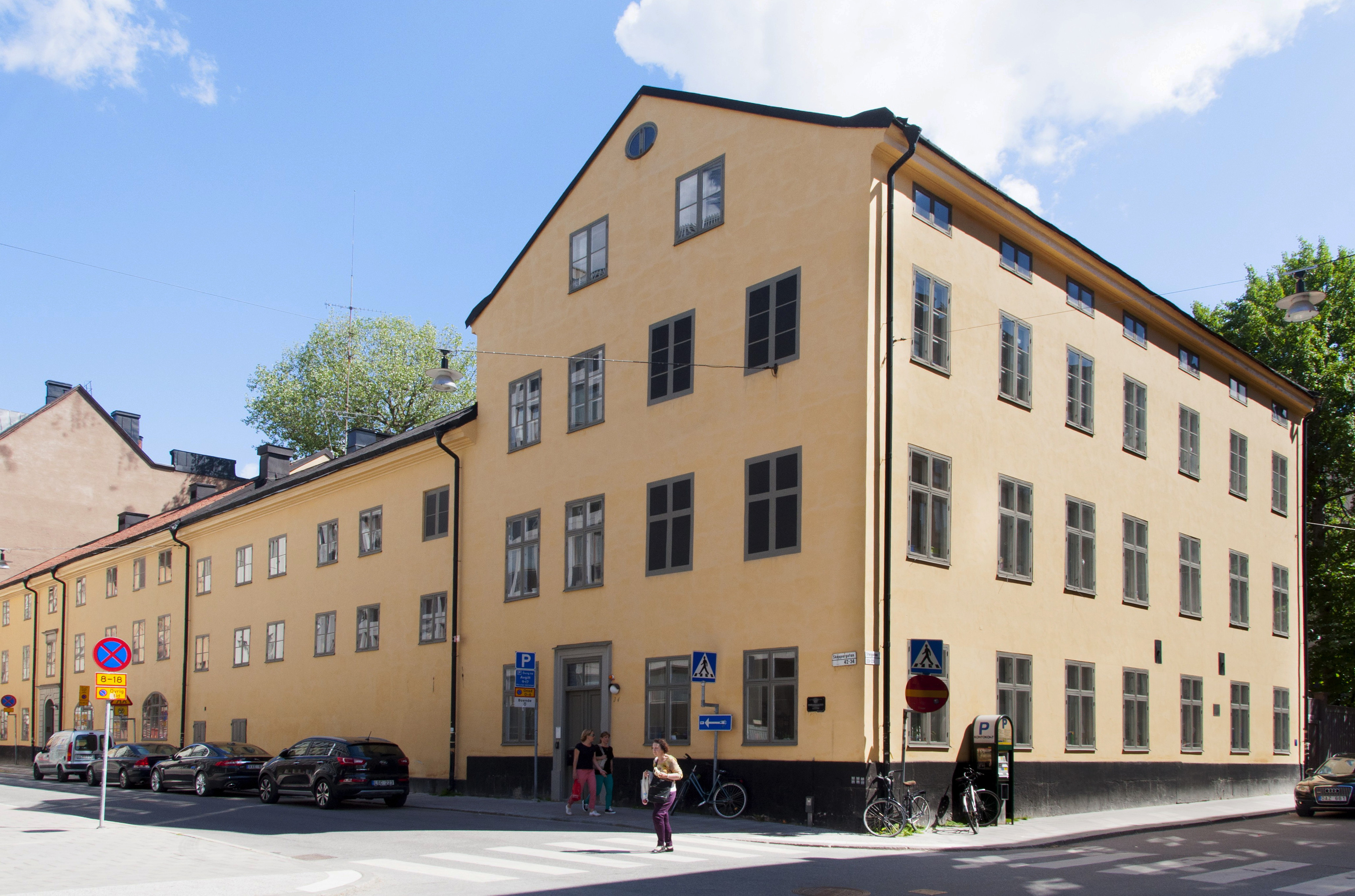
Fastigheten Östermalm 1:17.

Gatan omnämns redan på 1640-talet som Stora Gatan och var tillsammans med Humlegårdsgatan (som är Storgatans förlängning västerut) den första vägen över  Ladugårdslandet, det som senare skulle bli stadsdelen Östermalm. På  Tillæus karta från 1733 och Wägvisare i Stockholm från 1841 kallas gatan Stora gatan eller Södra Humlegårdsgatan.  Förut gick Storgatan inte ända ner till Strandvägen utan endast till Styrmansgatan, på 1750-talet anlades en privat väg längre österut.
Enligt gällande stadsplan från februari 1935 skulle Storgatan breddas från 12 meter till 18 meter. Många fastigheter längs Storgatans norra sida har dock fortfarande kvar den gamla gatulinjen medan några har den nya, bland dem Sjökalven 25 och det närbelägna Näringslivets hus samt bostadshuset i Neptunus 26 (klart 1936) som då var det första huset med den nya, indragna placeringen.
Vid Storgatan ligger Hedvig Eleonora kyrka samt, vid korsningen med Narvavägen Oscarskyrkan. 

## Övriga byggnader i urval
- Storgatan 3-5, Sjökalven 25, (1951-1961), arkitekt Anders Tengbom, tidigare plats för Östermalmskällaren.
- Storgatan 10, Havssvalget 17, (1906-1907), arkitekt Hagström & Ekman.
- Storgatan 15-21, Näringslivets hus (fd Industrins hus) (1957-1972), arkitekt Gustaf Lettström
- Storgatan 23, Stadens norra kasern och Östermalms brandstation, se även fatigheten Östermalm 1:17
- Storgatan 26, Elimkyrkan (1898), arkitekt Victor Dorph och Anders Gustaf Forsberg
- Storgatan 27, Neptunus 31, kontorshus (1953-1957), arkitekt Ernst Grönwall
- Storgatan 28, Apoteket Storken (1899), arkitekt Hans Jacob Hallström (1840-1901)
- Storgatan 29, Neptunus 26, bostadshus (1935-1936), arkitekt Hjalmar Westerlund
- Storgatan 41, Byggnad för Livgarde till häst (1817), arkitekt Fredrik Blom
- Storgatan 53, Fredrikshovs slott (1660), arkitekt Jean de la Vallée
- Storgatan 60, Bajonetten 7 (1897-1899), arkitekter Ludvig Peterson och Ture Stenberg
- Storgatan 61, Gardisten 4 (1913-1915), arkitekt Höög & Morssing